# Bidessus grossepunctatus
Bidessus grossepunctatus is een keversoort uit de familie waterroofkevers (Dytiscidae). De wetenschappelijke naam van de soort is voor het eerst geldig gepubliceerd in 1907 door Vorbringer.